# ستارسات
ستارسات (بالإنجليزية: StarSat)‏ هي خدمة تليفزيونية تبث عبر الأقمار الصناعية في جنوب إفريقيا وبدأت البث في 1 مايو 2010. يتم تشغيل الخدمة بواسطة أون ديجيتال ميديا، الذين حصلوا على ترخيص تليفزيوني مدفوع من هيئة الاتصالات المستقلة في جنوب إفريقيا في سبتمبر 2007. أون ديجيتال ميديا مملوكة حاليًا بنسبة 20٪ لشركة القمر الصناعي اللوكسمبرجية SES و 20٪ مملوكة لشركة ستارتايمز الصينية. تستهدف خدمة ستارسات فئة LSM 6-9 الديموغرافية، وتستهدف مشاهدي الطبقة المتوسطة.